# Falco rupicoloides
Falco rupicoloides е вид птица от семейство Соколови (Falconidae).

## Разпространение
Видът е разпространен в Ангола, Ботсвана, Еритрея, Етиопия, Замбия, Зимбабве, Кения, Мозамбик, Намибия, Сомалия, Свазиленд, Танзания, Уганда и Южна Африка.